# 第四联区
第四联区（越南语：／），是越南民主共和国初期的区级政区之一，今属越南北中部各省。

## 地理
第四联区包括北中部各省，北接第三联区宁平省，东临南海，南接中部南方抗战行政委员会管辖的广南省，西邻老挝。

## 历史
1947年，为了应对第一次印度支那战争形势，越南民主共和国政府改革地方政权组织，将隶属于内政部的各地行政机构行政委员会和隶属于国防部的各地军事机构抗战委员会合并为抗战兼行政委员会。
1948年1月25日，越南政府再将各战区合并为联区，战区抗战委员会改组为联区抗战兼行政委员会。第四战区改组为第四联区，设立第四联区抗战兼行政委员会，管辖清化省、乂安省、河静省、广平省、广治省和承天省。
1954年7月，日内瓦协议达成越南停战协议，以北纬十七度线分割越南，以北属于越南民主共和国政府管辖。由于北纬十七度线横贯广治省北部，第四联区管辖的广治省大部、广平省和承天省全部地区划归南方的越南国管辖。广治省永灵县位于北纬十七度线以北，越南民主共和国政府将永灵县与其他县份位于北纬十七度线以北的乡镇整合为县级政权永灵区域，直接隶属第四联区管辖。
1958年11月24日，胡志明签署敕令，自12月1日起撤销第四联区，各省由中央政府直接管辖。

## 行政区划
1958年11月，第四聯區下辖清化省、乂安省、河静省、广平省、永灵区域（永灵县）4省1县。